# Iberomesornis
Iberomesornis is een geslacht van uitgestorven vogels uit het Vroeg-Krijt van het huidige Spanje, behorend tot de groep van de Enantiornithes. De enige soort die tot dit geslacht wordt gerekend is Iberomesornis romerali
Het eerste fossiel van Iberomesornis is in 1985 ontdekt en in 1992 kreeg het dier zijn naam die zoiets als 'Iberische tussenvogel' betekent. Destijds werd de soort gezien als een belangrijke schakel tussen de allereerste en de moderne vogels, omdat het de eerste bekende vogel was dat een pygostyle bezat. Tegenwoordig zijn veel belangrijkere tussenschakels bekend. Er zijn maar weinig botten van Iberomesornis gevonden en daaronder is geen enkele schedel. Het is daarom niet heel duidelijk hoe het dier er precies uitzag.
Iberomesornis was een kleine vogel, ongeveer ter grootte van een mus. Hij had een korte staart. Zijn voeten konden goed takken grijpen en misschien was het een bosvogel die insecten at. Het kan ook zijn dat hij zich met een soort kleine oranje kreeftjes voedde en dat zijn veren daarom een beetje roze waren.

## Vondst en naamgeving
In 1985 vond de amateurpaleontoloog Armando Díaz Romeral bij Cuenca in de vindplaats Las Hoyas Unit 3 het fossiel van een vogel. De vindplaats bestaat uit kalkgesteente afgezet in een zoetwatermeer waarin zich een enorme concentratie aan fossielen bevindt, waarvan de kwaliteit ook nog eens zeer hoog is. Las Hoyas is daarmee een zogenaamde Konservat-Lagerstätte. De vondst van de vogel werd in 1988 gemeld.
De typesoort Iberomesornis romerali werd in 1992 benoemd en beschreven door José Luis Sanz en José Fernando Bonaparte. De geslachtsnaam is afgeleid van Iberia en het Klassiek Griekse μέσος, mesos, 'midden', en ὄρνις, ornis, 'vogel', een verwijzing naar de herkomst uit het toenmalige Iberisch Schiereiland en de evolutionaire positie midden tussen meer basale en modernere vogels. Iberomesornis staat in zijn bouw ergens tussen Archaeopteryx en de modernere vogels in, al is hij geen directe voorouder van de moderne soorten. De soortaanduiding eert Romeral.
Het holotype LH-22 is gevonden in lagen van de Calizas de La Huérguina-formatie die dateren uit het late Barremien, ongeveer 130 tot 125 miljoen jaar oud. Eerder werd wel een datering in het Aptien aangenomen van 115 miljoen jaar. Het bestaat uit een vrij compleet skelet zonder schedel van een volwassen individu dat in verband ligt en platgedrukt is op een enkele plaat. Deze toont ons het dier van de linkerzijkant, met de wervelkolom in een rechte lijn, het linkerbeen naar achteren gestrekt en het rechterbeen opgetrokken. De strekking van het linkerbeen is onnatuurlijk: het linkeronderbeen is gebroken en om zijn lengteas geroteerd. De elementen van de vleugels zijn wat verspreid geraakt. De handen ontbreken op wat mogelijke onduidelijke fragmenten van de handwortel na. De nek breekt af bij vermoedelijk de zesde halswervel. Er zijn geen resten of afdrukken van het verenkleed bewaard; andere vogels later in de formatie gevonden zoals Concornis en Eoalulavis toonden wel veerresten. Wel is er een vaag koolstofresidu rond het skelet aanwezig. Het fossiel maakt deel uit van de Las Hoyas-collectie; eind jaren negentig werd het verder uitgeprepareerd wat verscheidene nieuwe details van het skelet openbaarde.
In 1994 werd een tweede specimen uit Spanje aan een Iberomesornis sp. toegewezen: LH-8200, dat bestaat uit een enkele linkervoet van een individu in grootte vergelijkbaar met het holotype.

## Beschrijving

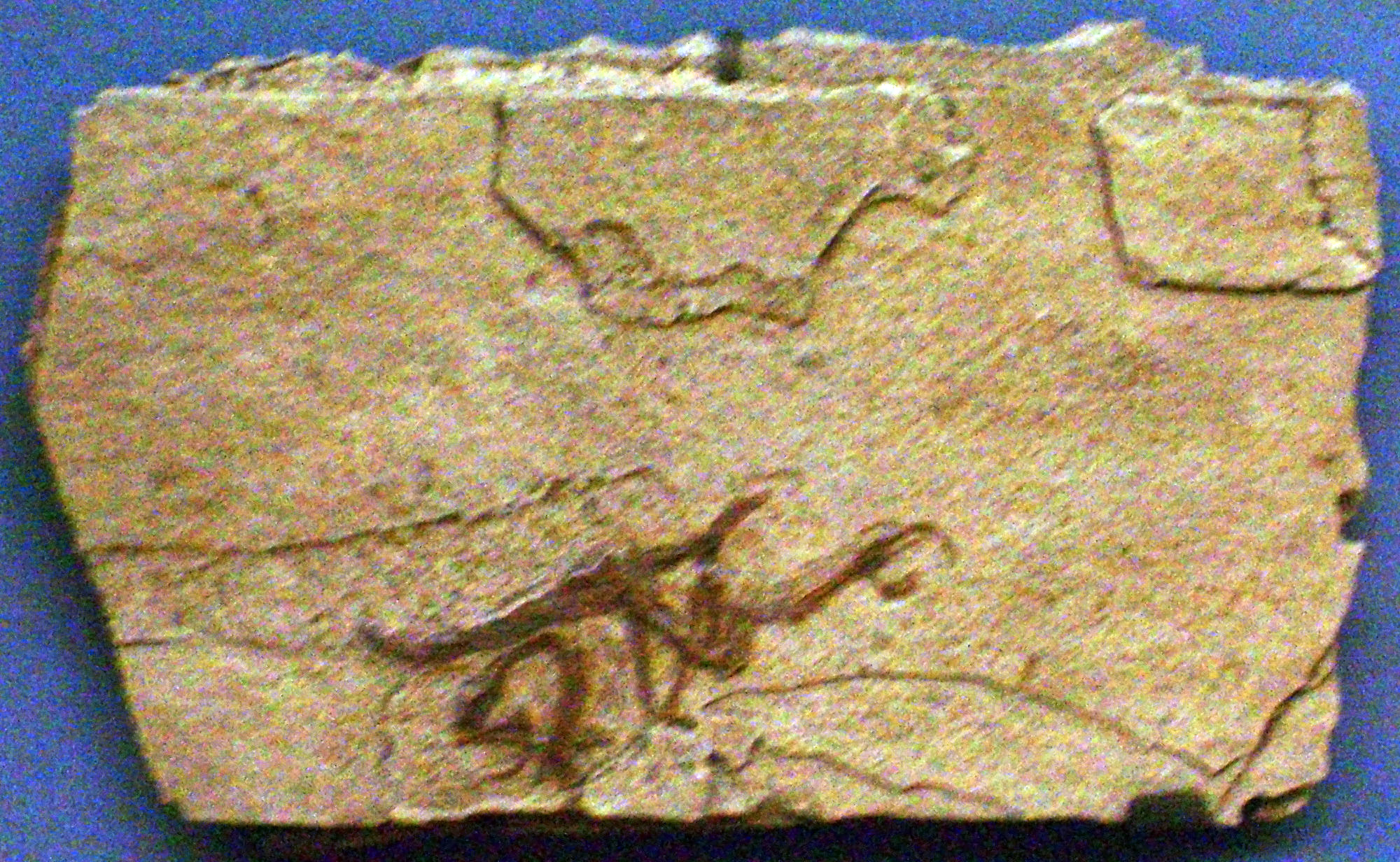
Afgietsel van het holotype

### Algemene bouw en grootte
Iberomesornis is een kleine soort, iets groter dan een mus met een dijbeenlengte van 16,4 millimeter. De bewaarde lengte van de wervelkolom is zevenentachtig millimeter. De vleugelspanwijdte is geschat op twintig centimeter, het gewicht op vijftien tot twintig gram.
Iberomesornis moet een veel modernere indruk gemaakt hebben dan Archaeopteryx. Hij heeft geen lange benige staart maar aan het uiteinde net als de huidige vogels een pygostyle, een kort botstompje zoals het menselijke staartbeen, dat de staartveren ondersteunt. De vorm van de schoudergordel is ook modern met een lang ravenbeksbeen en een spits schouderblad dat er een rechte hoek mee maakt. Het grootste deel van het skelet is echter tamelijk basaal, zonder de vergroeiingen in het bekken, de wervels en de middenvoet die de huidige vogels kenmerken. Het is opmerkelijk dat bij reconstructies van Iberomesornis het vaak het uiterlijk van een 'primitieve' soort is gegeven met een bek vol tanden en lange klauwen aan de handen, kennelijk om er de nadruk op te leggen dat de soort niet erg was ontwikkeld. Het is in feite onbekend hoe de kop en handen eruitzagen daar die niet of niet voldoende zijn teruggevonden. Er waren in 1992 nog maar weinig vogels uit het Onder-Krijt bekend en dit was er de aanleiding voor om Iberomesornis de rol van 'missing link' te geven. Er is ondertussen een groot aantal Chinese vogelfossielen opgegraven, waardoor Iberomesornis niet meer als een essentiële schakel in de evolutie wordt gezien.

### Onderscheidende eigenschappen
Er is één unieke afgeleide eigenschap, autapomorfie, vastgesteld: het aanhangsel aan het darmbeen voor het schaambeen wijst schuin naar voren. Toen nog minder Enantiornithes bekend waren, werden sommige andere kenmerken ook als uniek gezien: een richel tussen de voorste en achterste werveluitsteeksels van de halswervels; ruggenwervels met hoge wervelbogen en richels op de doornuitsteeksels; een erg groot pygostyle met een richel; het ontbreken van een crista cnemialis op het scheenbeen.

### Postcrania
Er zijn vermoedelijk tien halswervels en met zekerheid elf ruggenwervels, wellicht acht sacrale wervels en zes vrije staartwervels. De positie van het linkerdijbeen in het fossiel maakt het onmogelijk om het aantal sacrale wervels precies te bepalen en het is ook omstreden of de laatste twee sacrale wervels niet de voorste staartwervels zijn; eerder werd daarom gedacht dat de wervelkolom vijf sacrale wervels en acht vrije staartwervels telt. 
De halswervels zijn niet zichtbaar gepneumatiseerd, hebben lage doornuitsteeksels en zijn niet heterocoel: ze missen dus zadelgewrichten. De voorste drie ruggenwervels zijn gekield. De ruggenwervels hebben platte gewrichten; vanaf de vierde verlengen ze en worden platter. Hun doornuitsteeksels zijn hoog en overdwars plat. De sacrale wervels zijn niet gekield; eerder werd gedacht van wel maar dat bleek een vergissing veroorzaakt doordat ze in het fossiel om hun lengteas geroteerd zijn. De staartwervels zijn procoel: van voren hol. Het pygostyle, 9,2 millimeter lang, wordt vermoedelijk gevormd door een versmelting van ruim zes wervels; van de voorste drie zijn de naden nog zichtbaar. Sanz en Bonaparte gingen oorspronkelijk uit van een samensmelting van tien tot vijftien wervels; dat zou samen met acht vrije staartwervels een totaal van drieëntwintig opleveren, evenveel als bij Archaeopteryx onversmolten aanwezig zijn. Het draagt een kiel die vooraan de doorsnede heeft van een omgekeerde T, achteraan overgaat in een simpele richel. Dertien ribben zijn zichtbaar; ze hebben geen verbeende processus uncinati, haakvormige zijuitsteeksels. Er zijn geen buikribben waarneembaar.
Het borstbeen draagt aan iedere kant vijf sternale ribben; de vorm ervan is niet goed vaststelbaar. Het vorkbeen is robuust met takken die aan hun uiteinden een hoek van 45° met elkaar maken; het heeft een hypocleidium, achterste middenuitsteeksel. Het schouderblad is lang, recht en smal. Het ravenbeksbeen is lang met rechte zijkanten en een rechte onderkant. Meestal wordt aangenomen dat de vleugels relatief kort waren. De bovenarm lijkt iets korter dan de onderarm die een lengte had van ongeveer twee centimeter en waarin de ellepijp tweemaal zo dik is als het spaakbeen. Het opperarmbeen is sterk beschadigd maar draagt een grote deltopectorale kam. 
De vorm van het darmbeen is onduidelijk. Het schaambeen is robuust met een ovale doorsnede en sterk naar achteren gericht; de lengte is onbekend. Het dijbeen is relatief lang en robuust gebouwd; aan de onderste achterkant heeft het een duidelijke uitholling tussen de gewrichtsknobbels. Het sprongbeen is niet versmolten met het scheenbeen en heeft een laag en breed bovenste uitsteeksel. De middenvoet is niet vergroeid; het derde middenvoetsbeen is iets langer dan het tweede en vierde. De tenen zijn lang en de formule van de teenkootjes is 2-3-4-5-0.

### Verenkleed

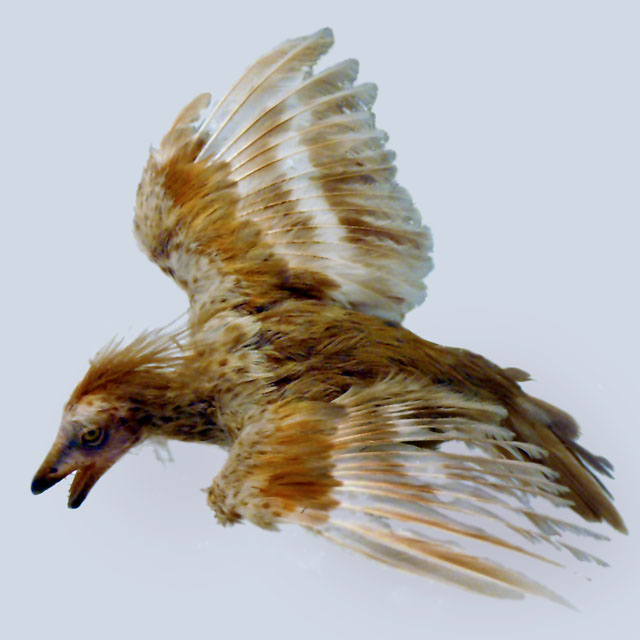
Het is de vraag of Iberomesornis een staartwaaier had, zoals in deze reconstructie

Iberomesornis wordt vaak afgebeeld met een oranje verenkleed. Vogels zijn niet in staat zelf gele, oranje en rode pigmenten aan te maken; ze moeten die verkrijgen door het eten van kleine diertjes. In de meerafzettingen van de vindplaats zijn kleine Decapoda gevonden van de soort Oplophorus roselli; het zou kunnen dat die oranje gekleurd waren en Iberomesornis door het eten van zulke kreefachtigen zijn veren een chamois of roze gloed gaf, gelijk verschillende huidige flamingo's. Dit is echter hoogst onzeker. Bij het fossiel van Eoalulavis zijn kleine kreeftachtigen daadwerkelijk in de buikholte gevonden; de modder van het meer waarin de dieren gefossiliseerd zijn, zat echter vol met zulke diertjes en het kunnen ook resten van aaseters geweest zijn.
Een mogelijke verklaring voor de pygostyle is dat deze een staartwaaier droeg. Dit is echter omstreden; fossielen met veerresten van basale Pygostylia tonen lang niet altijd echte rectrices aan de staart.

## Fylogenie
Iberomesornis werd in 1992 binnen een ruimere Iberomesornithiformes in een eigen Iberomesornithidae geplaatst van welke beide groepen hij het enige bekende lid is. Deze toeschrijving zegt dus niet over de verwantschappen.
In 1988 werd gesuggereerd dat de vogel een positie ergens tussen Archaeopteryx en de Ornithothoraces had. Luis Chiappe gaf echter in 2001 aan dat de soort zich in de Ornithothoraces bevond. Vermoedelijk heeft hij een vrij basale plaatsing in de Enantiornithes; het is onduidelijk of hij speciale nauwe verwanten heeft. De positie wordt niet sterk ondersteund door gedeelde eigenschappen met andere Enantiornithes. De fylogenie van Iberomesornis wordt bemoeilijkt door de vraag of het typespecimen inderdaad volwassen is; sommige wetenschapper hebben aangenomen dat het een jong dier betreft waarvan de kenmerken tijdens de rijping nog zouden zijn veranderd.

## Levenswijze
Het leefgebied van Iberomesornis had een warm klimaat met een duidelijk droog seizoen. Vermoedelijk voedde Iberomesornis zich met geleedpotigen zoals insecten of kleine kreeftachtigen; voor zo'n kleine soort was dat indertijd vrijwel de enige geschikte energiebron. De laag geplaatste en lange hallux, de eerste teen, en de lange sterk gekromde teenklauwen wijzen op een goed grijpvermogen van de voet. Iberomesornis zat dus kennelijk vaak op takken en was misschien een typische bosvogel.
Hoe goed het vermogen tot vliegen bij Iberomesornis was, is wat onzeker. De korte staart en het lange ravenbeksbeen wijzen op een goede wendbaarheid en een grote vleugeluitslag. Daar staat tegenover dat een kiel op het borstbeen lijkt te ontbreken en er vermoedelijk ook geen echt foramen triosseum is waardoorheen een pees de vleugel kan heffen en supineren.